# WireImage
WireImage（ワイヤーイメージ）とは、ハリウッドやヨーロッパを中心に、著名人（セレブ）の出演・来場するイベントの写真を提供するMediaVast社運営のストックフォトサービス。オンラインアーカイブに850万点の画像を所蔵している。
2007年3月、ストックフォトプロバイダー最大手のゲッティ イメージズに買収され、ゲッティイメージズのエディトリアルサイトにて、ワイヤーイメージの写真が全て購入できるようになった。